# Джурджешть (Ясси)
Джурджешть, Джурджешті (рум. Giurgești) — село у повіті Ясси в Румунії. Входить до складу комуни Костешть.
Село розташоване на відстані 318 км на північ від Бухареста, 52 км на захід від Ясс.

## Населення
За даними перепису населення 2002 року у селі проживали 550 осіб, усі — румуни. Усі жителі села рідною мовою назвали румунську.